# Bematistes amela
Bematistes amela är en fjärilsart som beskrevs av Erich Martin Hering 1936. Bematistes amela ingår i släktet Bematistes och familjen praktfjärilar. Inga underarter finns listade i Catalogue of Life.